# Гудвил (рачуноводство)
Гудвил (Goodwill) у буквалом преводу значи "добар глас", а у рачуноводству је разлика између тржишне и књиговодствене вредности компаније. Гудвил не укључује индетфикациону имовину која се може одвојити и поделити од етитета и продати, лиценцирати, изнајмити или заменити појединачно или заједно са повезаним уговорим. Гудвил се књижи само у билансима великих компанија, односно компанија које купују друге компаније. Можемо рећи да је велика компанија преплатила малу компанију зато што мала компанија има "добар глас" или да је велика компанија платила премију зато што мала компанија има "бренд, тржишни удео, људе, будућност". Гудвил се не амортизује већ се за њега врши тест умањења вредности (обезвређења) најмање једном годишње или чешће. У Билансу стања приказује на левој страни у активи на позицији нематеријалне имовине након продаје предузећа по вишој цени од књиговодствене. Често се погшесно повезује са "вредношћу компаније, вредност бренда" и слично.У билансу стања се не може књижити:
1. вредност бренда
2. вредност људи (интелектуални капацитет)
3. вредност тржишног удеа
4. вредност будућих потенцијала компаније[1]

## Израчунавање Гудвила
Процес израчунавања гудвила је у принципу пролично једноставан, али у пракси може бити прилично сложен. Да би се одредио гудвил, узима се набавна цена компаније и одузима тржишна вредност идентификационих средстава и обавеза.
Goodwill = P -(A+L), где је:
- P - Тржишна цена циљане компаније
- A - Књиговодствене вредност имовине
- L - Књиговодствена вредност обавеза [2]